# Велоспорт на летних Олимпийских играх 2024 — командная гонка преследования (женщины)
Соревнования женщин в командной гонке преследования в велогонках на треке на летних Олимпийских играх 2024 года прошли с 6 по 7 августа 2024 года на Национальном Велодроме Сен-Кантен-ан-Ивелин в городе Монтиньи-ле-Бретоннё.

## Формат соревнований
В командной гонке преследования участвуют две команды по четыре велосипедиста. Каждая команда стартует с противоположных сторон трассы. Есть два способа победить: проехать 16 кругов (4 км) раньше другой команды или догнать другую команду. Время для каждой команды определяется по тому, кто третьим пересечет финишную черту; четвертому велосипедисту финишировать не обязательно. Соревнование проходит в три круга.
Отборочный круг: каждая команда отдельно проходит заезд на 4 км на время. 4 команды, показавшие лучшее время, сохраняют шансы побороться за золото; команды, занявшие места с 5-го до 8-го, могут рассчитывать только на бронзу. Две последние команды выбывают. 

Первый круг: четыре заезда по 2 команды в каждом. 4 лучшие команды посеяны друг против друга (1 против 4, 2 против 3), а 4 худшие команды посеяны аналогично (5 против 8, 6 против 7). Победители в первых двух парах выходят в финал; оставшиеся 6 команд ранжируются по времени и формируют пары за 3/4, 5/6 и 7/8 места.

## Расписание
Соревнования продолжались в течение двух дней. Время начала соревнований указано местное (UTC+2)
| Дата              | Время | Раунд                 |
| ----------------- | ----- | --------------------- |
| Вторник 6 августа | 17:30 | Квалификационный круг |
| Среда 7 августа   | 13:52 | Первый круг           |
| Среда 7 августа   | 18:57 | Финалы                |

## Призёры
| Золото                                                                  | Серебро                                                                     | Бронза                                                                       |
| США · Дженнифер Валенте · Лили Уильямс · Хлоя Дайгерт · Кристен Фолкнер | Новая Зеландия · Элли Уолластон · Бриони Бота · Эмили Шермен · Николь Шилдс | Великобритания · Элинор Баркер · Джози Найт · Анна Моррис · Джессика Робертс |

## Результаты

### Квалификация
| Место | Страна                                                                              | Время    | Примечания |
| ----- | ----------------------------------------------------------------------------------- | -------- | ---------- |
| 1     | Новая Зеландия · Элли Уолластон · Бриони Бота · Эмили Шермен · Николь Шилдс         | 4.04,679 | Q          |
| 2     | США · Дженнифер Валенте · Лили Уильямс · Хлоя Дайгерт · Кристен Фолкнер             | 4.05,238 | Q          |
| 3     | Великобритания · Элинор Баркер · Джози Найт · Анна Моррис · Джессика Робертс        | 4.06,710 | Q          |
| 4     | Италия · Летиция Патерностер · Кьяра Консонни · Мартина Фиданца · Виттория Гуаццини | 4.07,579 | Q          |
| 5     | Германия · Франциска Браусе · Лаура Зюсемильх · Лиза Кляйн · Мике Крёгер            | 4.08,313 | q          |
| 6     | Австралия · Джорджия Бейкер · Софи Эдвардс · Хлоя Моран · Мейв Плуфф                | 4.08,612 | q          |
| 7     | Франция · Клара Коппони · Валентина Фортен · Марион Боррас · Мари Ле Не             | 4.08,797 | q          |
| 8     | Канада · Мэгги Коулз-Листер · Сара ван Дам · Эрин Эттвелл · Ариан Бономм            | 4.12,205 | q          |
| 9     | Ирландия · Лара Гиллеспи · Миа Гриффин · Келли Мёрфи · Алиса Шарп                   | 4.12,447 |            |
| 10    | Япония · Юми Кадзихара · Цуяка Утино · Мидзуки Икэда · Махо Какита                  | 4.13,818 |            |

### Первый круг
| Заезд | Место | Страна                                                                              | Время    | Примечания |
| ----- | ----- | ----------------------------------------------------------------------------------- | -------- | ---------- |
| 1     | 1     | Франция · Клара Коппони · Валентина Фортен · Виктуар Берто · Марион Боррас          | 4.08,292 |            |
| 1     | 2     | Австралия · Джорджия Бейкер · Александра Мэнли · Софи Эдвардс · Мейв Плуфф          | 4.09,975 |            |
| 2     | 1     | Германия · Франциска Браусе · Лаура Зюсемильх · Лиза Кляйн · Мике Крёгер            | 4.07,908 |            |
| 2     | 2     | Канада · Мэгги Коулз-Листер · Сара ван Дам · Эрин Эттвелл · Ариан Бономм            | 4.10,471 |            |
| 3     | 1     | США · Дженнифер Валенте · Лили Уильямс · Хлоя Дайгерт · Кристен Фолкнер             | 4.04,629 | QG         |
| 3     | 2     | Великобритания · Элинор Баркер · Джози Найт · Анна Моррис · Джессика Робертс        | 4.04,908 | QB         |
| 4     | 1     | Новая Зеландия · Элли Уолластон · Бриони Бота · Эмили Шермен · Николь Шилдс         | 4.04,818 | QG         |
| 4     | 2     | Италия · Элиза Бальзамо · Летиция Патерностер · Мартина Фиданца · Виттория Гуаццини | 4.07,491 | QB         |

### Финалы
| Место            | Страна                                                                         | Время    | Примечания |
| ---------------- | ------------------------------------------------------------------------------ | -------- | ---------- |
| Финал            |                                                                                |          |            |
| 1                | США · Дженнифер Валенте · Лили Уильямс · Хлоя Дайгерт · Кристен Фолкнер        | 4.04,306 |            |
| 2                | Новая Зеландия · Элли Уолластон · Бриони Бота · Эмили Шермен · Николь Шилдс    | 4.04,927 |            |
| Заезд за 3 место |                                                                                |          |            |
| 3                | Великобритания · Элинор Баркер · Джози Найт · Анна Моррис · Джессика Робертс   | 4.06,382 |            |
| 4                | Италия · Элиза Бальзамо · Кьяра Консонни · Мартина Фиданца · Виттория Гуаццини | 4.08,961 |            |
| Заезд за 5 место |                                                                                |          |            |
| 5                | Франция · Клара Коппони · Валентина Фортен · Марион Боррас · Мари Ле Не        | 4.06,987 |            |
| 6                | Германия · Франциска Браусе · Лена Шарлотта Райснер · Лиза Кляйн · Мике Крёгер | 4.08,349 |            |
| Заезд за 7 место |                                                                                |          |            |
| 7                | Австралия · Александра Мэнли · Софи Эдвардс · Хлоя Моран · Мейв Плуфф          | 4.11,548 |            |
| 8                | Канада · Мэгги Коулз-Листер · Сара ван Дам · Эрин Эттвелл · Ариан Бономм       | 4.12,097 |            |